# 巴杜爾火山
巴杜爾火山（英語：Mount Batur）是一座位於印度尼西亞巴厘島阿貢火山以北的同心火山口火山，該火山目前屬活火山。較大的火山口面積達10（6.2英里）×13（8.1英里），其東南側有一火山湖名為巴杜爾湖。內側的火山口寬7.5（4.7英里），從島上採集到的熔结凝灰岩推測，其形成時期約在23,670或28,500年前。該火山最早的有紀錄的噴發日期在1804年，最近一次的噴發日期在1999年3月至2000年6月間。

## 簡介
巴杜爾火山目前屬於活火山，其特徵是有兩個大型火山口以同心圓方式重疊在一起。內緣的火山口東南側與剛好與巴杜爾湖重疊，並已觀察到有多處新生的火山道在內側火山口，但在NE-SW裂隙噴發口定位系統仍只標示峰頂的3處，分別為巴杜爾1、巴杜爾2、巴杜爾3火山口。歷史紀錄中，巴杜爾火山的爆發程度在輕度至中度等級之間，有時會伴隨著熔岩流。研究顯示，歷史上來自頂峰和側翼火山口的玄武岩熔岩，流動範圍至火山腳下，以及巴杜爾湖沿岸。
火山口中央包含一座高700（2,300英尺）的複式火山，其高度超過巴杜爾湖。該火山最早的有紀錄的噴發日期在1804年，並一直持續地有噴發紀錄，最近一次得噴發記錄在1999年3月至2000年6月。1968年噴發的一次，大量的熔岩流從火山口流出，時至今日，在西南方山脊的金塔馬尼鎮仍能看到這些痕跡。

## 人口分布
目前有許多人居住在火山口，共有15處村莊在火山口範圍內，包括葛帝山（Kedisan）、松干（Songan）、特魯揚（Trunyan），以及托亞邦卡（Toya Bungkah）等4個主要村莊。 當地人大多依靠農業收入，但由於鄰近火山口，而且觀賞火山的遊客增多，此處的旅遊業近期越來越受歡迎。

## 世界地質公園網絡
2012年9月20日，聯合國教科文組織將巴杜爾火山列入世界地質公園的一部分。

## 沉積作用
巴杜爾火山嚴重的沉積作用導致巴杜爾湖水位減少，當局計畫以限制湖泊周圍的旅遊住宿點，向居民宣導在湖泊用魚籠養殖的問題，或是將湖底的火山灰沉積物挖除等。由於巴杜爾湖受到漁業和農業用水的污染，導致鳳眼藍大量繁殖，加速水質惡化。一部分的人認為，若是將湖底厚重的火山灰沉積物挖除，或許可以消滅鳳眼藍。

## 外部連結
- . 全球火山作用计划. 史密森尼学会.（英文）
- 维基导游上有關金塔馬尼火山的旅行指南（英文）